# L'Anse aux Epines
L'Anse aux Epines (scritto anche L'Anse Aux Epines) o Lance aux Epines (scritto anche Lance Aux Epines) è un centro abitato di Grenada, situato nella parrocchia di Saint George, in una piccola penisola.